# Верхняя Сёйю
Верхняя Сёйю — река в России, протекает по Республике Коми. Устье реки находится в 146 км по левому берегу реки Сэбысь. Длина реки составляет 37 км.

## Данные водного реестра
По данным государственного водного реестра России относится к Двинско-Печорскому бассейновому округу, водохозяйственный участок реки — Печора от впадения реки Уса до водомерного поста Усть-Цильма, речной подбассейн реки — бассейны притоков Печоры ниже впадения Усы. Речной бассейн реки — Печора.
Код объекта в государственном водном реестре — 03050300112103000077704.